# Protestantyzm na Sri Lance
Protestantyzm na Sri Lance – według danych z 2010 roku reprezentowany jest przez 180 000 wiernych, co stanowi 0,9% społeczeństwa. Według spisu powszechnego z 2012 roku na Sri Lance poza katolikami było 290 967 chrześcijan (1,4%), z czego zdecydowana większość to protestanci. Największe protestanckie wyznania na wyspie to: zielonoświątkowcy, anglikanie i metodyści.

## Historia
Po raz pierwszy protestantyzm pojawił się na Cejlonie za sprawą Holendrów, którzy w XVII wieku wprowadzili na wyspę wyznanie ewangelicko-reformowane. Misje pozostałych wyznań protestanckich rozpoczęły się dopiero od XIX wieku. Pierwsi po Holendrach byli Anglicy, którzy dotarli tu na początku XIX stulecia.

## Współczesność
Obecnie na Sri Lance najszybciej rozwijają się baptyści (Unia baptystyczna Sri Lanki) oraz Armia Zbawienia. Na wyspie działa także konserwatywny, staroluterański Lankijski Kościół Luterański, zrzeszający tutejszych ewangelików augsburskich. Lankijski Kościół Luterański liczy 5 tysięcy wiernych, posiadając wspólnotę ołtarza i ambony z Kościołem Luterańskim Synodu Missouri ze Stanów Zjednoczonych. Do ważniejszych denominacji protestanckich na Sri Lance należą:
- Zbory Boże
- Kościół Poczwórnej Ewangelii
- Kościół Cejlonu (anglikanizm)
- Kościół Metodystyczny: 32 500 wiernych[5]
- Kościół Wierzących
- Kościół Południowych Indii
- Kościół Ewangelii Getsemane
- Kościół Kalwarii
- Stowarzyszenie Wolnych Chrześcijan
- Zielonoświątkowa Misja Cejlonu
- Unia Baptystyczna Sri Lanki: 5915 ochrzczonych członków[6]
- Lankijski Kościół Luterański: 5324 wiernych[7]
- Chrześcijański Kościół Reformowany: ok. 3000[8]
- Kościół Adwentystów Dnia Siódmego: 2917 ochrzczonych członków[9]
- Armia Zbawienia
- Wolny Kościół Metodystyczny: 1534 wiernych[10]
- Kościół Bożych Proroctw: 500 wiernych[11]

### Prześladowania ewangelicznych chrześcijan
Niewielkie społeczności ewangelikalne, które działają głównie na obszarach wiejskich, są częstym obiektem prześladowań. Społeczności buddyjskie na czele z mnichami wzbudzają antychrześcijańskie nastroje pośród ludności, nawołując do stosowania przemocy. Bardzo częstą praktyką jest wypędzanie misjonarzy ewangelikalnych z terenów określanych jako „wsie buddyjskie”, gdzie praktykowanie chrześcijaństwa jest zabronione. Bezczynność lokalnych władz (w większości buddystów) doprowadziła do spalenia 24 zborów w ciągu dwóch lat. Odnotowano ponad 200 gróźb pod adresem protestanckich pastorów, na ponad 90 pastorów dokonano napadów, w wyniku których konieczna była hospitalizacja duchownych. Czterech pastorów zostało zamordowanych, przy czym do chwili obecnej nikogo nie aresztowano.

### Kościół Adwentystów Dnia Siódmego
Kościół adwentystyczny prowadzi na Sri Lance aktywną działalność misyjną. Na Sri Lance żyje 3 634 adwentystów dnia siódmego zrzeszonych w ramach 36 zborów. Wśród tutejszych instytucji kościelnych działają zarówno placówki zdrowia, jak i oświatowe:
- szkoły średnie:
  - Adventist International School w Negombo
  - Kandana Seventh-day Adventist High School w Kandana
  - Lakpahana Adventist College and Seminary

- inne:
  - szpital (Lakeside Adventist Hospital)
  - wydawnictwo (Lakpahana Publishing House of Seventh-day Adventists)